# بادي الدوسري
بادي بن حسيان الوطيب الرجباني الدوسري أحد أعضاء مجلس الأمة الكويتي 2009 السابقين.

## حياته
هو من النواب القبليين حيث يمثل قبيلة الدواسر. في المجلس حاصل على الدكتوراة في السياسة والاقتصاد من جامعة الكويت.
وهو في الاصل من قرية اللدام بوادي الدواسر حيث هاجر أبوه في خمسينات القرن الماضي إلى الكويت واستقر بها وحصل على الجنسية الكويتية.
تمت إسقاط عضويته في مجلس الأمة الكويتي 2009 في 28 أكتوبر 2009.